# Obéron (lune)
Vous lisez un « article de qualité » labellisé en 2011.
Pour les articles homonymes, voir Obéron.
Obéron, également appelé Uranus IV, est le plus éloigné des grands satellites naturels d'Uranus. C'est le deuxième satellite de cette planète tant par sa taille que sa masse et le neuvième du Système solaire en masse. Découvert par William Herschel en 1787, Obéron doit son nom à un personnage de la pièce de Shakespeare Le Songe d'une nuit d'été. Son orbite autour d'Uranus est partiellement située en dehors de la magnétosphère d'Uranus.
Obéron est constitué de glace et de roche en quantités approximativement égales. Le satellite est probablement différencié en un noyau rocheux et un manteau glacé. Une couche d'eau liquide pourrait être présente à l'interface entre le noyau et le manteau. La surface d'Obéron, qui est sombre et légèrement rouge, semble avoir été principalement modelée par les impacts d'astéroïdes et de comètes. Il est couvert par de nombreux cratères d'impacts, certains atteignant jusqu'à 210 km de diamètre. Obéron a probablement connu un épisode de resurfaçage endogène qui a recouvert les surfaces les plus anciennes très cratérisées. Par la suite, l'expansion de son intérieur a engendré sur la surface d'Obéron un réseau de canyons et d'escarpements de faille. À l'instar de toutes les lunes majeures d'Uranus, Obéron s'est probablement formé à partir du disque d'accrétion qui entourait Uranus juste après la formation de la planète.
Le système uranien n'a été étudié de près qu'une seule fois, par la sonde Voyager 2 en janvier 1986. Voyager 2 a pris plusieurs images d'Obéron, permettant ainsi de cartographier environ 40 % de la surface de cette lune.

## Découverte
Obéron est découvert par William Herschel le 11 janvier 1787, le même jour que Titania, la plus grande lune d'Uranus,. Herschel signale par la suite la découverte de quatre satellites supplémentaires, mais qui se sont révélés être des erreurs d'observation. Durant les cinquante années suivant leur découverte, Titania et Obéron ne seront observés par aucun autre astronome que Herschel, bien que ces satellites puissent en 2008 être observés depuis la Terre avec un télescope amateur haut de gamme.
Obéron fut initialement désigné comme « le deuxième satellite d'Uranus » et, en 1848, reçut la désignation Uranus II par William Lassell, bien qu'il ait parfois utilisé la numérotation de William Herschel (où Titania et Obéron sont II et IV). En 1851, Lassell attribua finalement aux quatre satellites connus des chiffres romains en fonction de leur éloignement de la planète et depuis Obéron est appelé Uranus IV.

### Nom
Toutes les lunes d'Uranus sont nommées d'après des personnages des œuvres de William Shakespeare ou d'Alexander Pope. Obéron, roi des fées dans différentes légendes, est un personnage majeur de la pièce Le Songe d'une nuit d'été. Les noms des quatre satellites d'Uranus ont été suggérés par le fils de Herschel, John, en 1852, à la demande de William Lassell, qui, l'année précédente, avait découvert les deux autres lunes, Ariel et Umbriel. L'adjectif dérivé de Obéron est « obéronien ».[réf. nécessaire]

## Orbite
Obéron est en orbite autour d'Uranus à une distance d'environ 584 000 km. C'est le plus éloigné des cinq grands satellites de la planète. L'excentricité et l'inclinaison par rapport à l'équateur d'Uranus de l'orbite d'Obéron sont faibles. Obéron est en rotation synchrone autour d'Uranus, c'est-à-dire que sa période orbitale et sa période de rotation ont la même durée d'environ 13,5 jours ; sa face en regard de la planète est toujours la même.
Une proportion significative de l'orbite d'Obéron est située en dehors de la magnétosphère d'Uranus. Sa surface est donc parfois directement frappée par le vent solaire. L'hémisphère arrière (c'est-à-dire opposé au mouvement orbital) des satellites, dont l'orbite est entièrement située au sein de la magnétosphère de la planète, est influencé par le plasma magnétosphérique qui est en rotation avec la planète. Ce bombardement peut conduire à l'assombrissement des hémisphères arrière, comme c'est le cas pour toutes les autres lunes d'Uranus.
L'axe de rotation d'Uranus étant très fortement incliné par rapport à son plan orbital, ses satellites, qui sont en orbite sur son plan équatorial, connaissent des cycles saisonniers extrêmes. Les pôles nord et sud d'Obéron ont des cycles de 42 ans d'éclairement continu, puis de nuit continue. Tous les 42 ans, lors des équinoxes d'Uranus, le plan équatorial de cette planète se confond avec celui de la Terre. Les lunes d'Uranus peuvent à cette occasion s'occulter les unes les autres, comme l'occultation d'Umbriel par Obéron qui s'est produite le 4 mai 2007 et dura six minutes.

## Caractéristiques physiques

### Composition et structure interne
Obéron est la seconde plus grande et la seconde plus massive des lunes d'Uranus après Titania, et la neuvième plus grande lune du Système solaire. La densité élevée d'Obéron (1,63 g/cm3), supérieure à celle des satellites de Saturne par exemple, indique qu'il est constitué en proportions à peu près égales de glace d'eau et d'un matériau dense autre que la glace. Ce matériau pourrait être composé de rochers et de matériaux carbonacés parmi lesquels des composés organiques de masse élevée. Des observations spectroscopiques ont montré la présence d'eau glacée cristalline à la surface du satellite. Les raies d'absorption de la glace sont plus intenses sur l'hémisphère arrière d'Obéron que sur son hémisphère avant. C'est le contraire de ce qui est observé sur les autres lunes d'Uranus, où l'hémisphère avant présente des traces d'eau plus importantes. La raison de cette asymétrie est inconnue, mais elle pourrait être due au bombardement par des particules chargées de la magnétosphère d'Uranus qui est plus important sur l'hémisphère avant. Les particules énergétiques ont tendance à éroder la glace, à décomposer le méthane présent dans la glace sous forme d'hydrate et à assombrir les autres composés organiques, laissant un sombre résidu riche en carbone à la surface.
Obéron pourrait être différencié en un noyau rocheux entouré d'un manteau glacé. Si tel est le cas, le rayon du noyau (480 km) serait d'environ 63 % celui du satellite, et sa masse d'environ 54 % celle du satellite, valeurs qui dépendent de la composition du satellite. La pression au centre d'Obéron est d'environ 0,5 GPa (5 kbar). L'état physique du manteau de glace est inconnu. Si la glace contient assez d'ammoniac ou d'autres antigels comme des sels dissous, Obéron pourrait posséder une couche océanique liquide à la frontière entre le noyau et le manteau. L'épaisseur de cet océan, s'il existe, serait inférieure à 40 km et sa température d'environ 180 K. Toutefois, la structure interne d'Obéron dépend fortement de son histoire thermique, qui est mal connue en 2009.

### Géologie

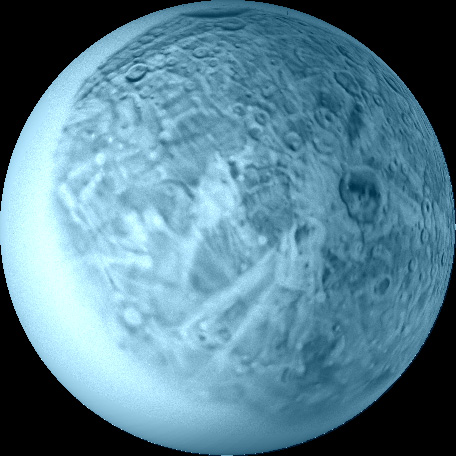
Une image recréée par ordinateur d'Obéron en couleur artificielle. La région à gauche (lisse) n'a jamais été photographiée par une sonde. Le plus grand cratère dont le fond est sombre est Hamlet. Le cratère Othello est en bas à gauche de celui-ci et Mommur Chasma en haut à gauche.

Obéron est la seconde lune la plus sombre après Umbriel parmi les grands satellites d'Uranus. Sa surface présente un fort effet d'opposition : sa réflectivité diminue de 31 % à un angle de phase de 0° (albédo géométrique) à 22 % à un angle d'environ 1°. Obéron a un faible albédo de Bond (également appelé albédo global ou albédo planétaire) d'environ 14 %. Sa surface est en général légèrement rouge, à l'exception des jeunes dépôts d'impact, qui sont spectralement neutres (c'est-à-dire gris) ou légèrement bleus. Obéron est le plus rouge des satellites d'Uranus. Les hémisphères arrière et avant sont asymétriques : l'hémisphère avant est plus rouge que l'hémisphère arrière car il contient davantage de matériau rouge sombre. La coloration rouge des surfaces pourrait être due au bombardement des surfaces d'Obéron par des particules chargées et des micrométéorites issues du milieu spatial sur des échelles de temps de l'ordre de l'âge du Système solaire. Cependant, il est plus probable que l'asymétrie de couleur de Titania soit due au dépôt de matériau rouge provenant des parties externes du système uranien (peut-être des satellites irréguliers) qui se serait principalement déposé sur l'hémisphère avant.
Les scientifiques ont identifié deux types de caractéristiques géologiques sur Obéron : les cratères d'impact et les chasmata (canyons). Les surfaces anciennes d'Obéron sont les plus cratérisées de toutes les lunes d'Uranus. La densité de cratères est proche de la saturation, c'est-à-dire que la formation de nouveaux cratères est contrebalancée par la destruction de cratères plus anciens. Le diamètre des cratères va de quelques kilomètres à 206 kilomètres pour le plus grand cratère connu, Hamlet. Beaucoup de grands cratères sont entourés par des éjectas d'impact brillants (des rayons de glace relativement fraîche). Les planchers des plus grands cratères, Hamlet, Othello et Macbeth, sont composés de matériaux très sombres déposés après leur formation. Une montagne d'une altitude d'environ 11 km a été observée au sud-est sur certains clichés de Voyager. Il pourrait être le pic central d'un bassin d'impact (c'est-à-dire d'un grand cratère d'impact) d'un diamètre d'environ 375 km.
La surface d'Obéron est parcourue par un système de canyons, qui sont cependant moins répandus que ceux de Titania. Les canyons sont probablement des failles normales ou des escarpements de faille, qui peuvent être anciens ou récents. Les escarpements traversent les dépôts brillants de certains vieux grands cratères ; leur formation est donc postérieure à celle des cratères. Le plus grand canyon d'Obéron est le Mommur Chasma.
La géologie d'Obéron a été influencée par deux phénomènes majeurs : la formation de cratères d'impact et le resurfaçage endogène. Le premier processus existe depuis la création d'Obéron et est à l'origine de son apparence actuelle. Le second, le resurfaçage endogène, fut actif durant quelque temps suivant la formation de la lune. Ces procédés endogènes étaient principalement de nature tectonique et sont responsables de la formation des canyons, d'immenses craquelures dans la croûte glacée. Les canyons recouvrent une partie des plus anciennes surfaces d'Obéron. Ces craquelures sont dues à l'expansion d'Obéron par un facteur d'environ 0,5 %. Celle-ci se produisit en deux phases, menant à la création des vieux canyons et des jeunes canyons.
La nature des taches sombres, qui sont majoritairement présentes sur l'hémisphère avant et dans les cratères, est inconnue. Certains scientifiques supposent qu'elles sont d'origine cryovolcanique, telles les maria lunaire. Selon d'autres, les impacts auraient mis au jour du matériel sombre précédemment enfoui sous la croûte de glace pure. Cette dernière hypothèse signifierait qu'Obéron serait au moins partiellement différenciée avec une croûte de glace en surface, tandis que l'intérieur du satellite ne serait pas différencié.
| Caractéristique | Origine du nom            | Type    | Longueur / diamètre, km | Latitude, ° | Longitude, ° |
| --------------- | ------------------------- | ------- | ----------------------- | ----------- | ------------ |
| Mommur Chasma   | Mommur (Huon de Bordeaux) | Chasma  | 537                     | −16.3       | 323.5        |
| Antoine         | Marc Antoine              | Cratère | 47                      | −27,5       | 65,4         |
| César           | Jules César               | Cratère | 76                      | −26,6       | 61,1         |
| Coriolan        | Coriolan                  | Cratère | 120                     | −11,4       | 345,2        |
| Falstaff        | Falstaff                  | Cratère | 124                     | −22,1       | 19,0         |
| Hamlet          | Hamlet                    | Cratère | 206                     | −46,1       | 44,4         |
| Lear            | Le Roi Lear               | Cratère | 126                     | −5,4        | 31,5         |
| MacBeth         | Macbeth                   | Cratère | 203                     | −58,4       | 112,5        |
| Othello         | Othello                   | Cratère | 114                     | −66,0       | 42,9         |
| Roméo           | Roméo                     | Cratère | 159                     | −28,7       | 89,4         |

## Origine et évolution
Obéron se serait formé à partir d'un disque d'accrétion ou sous-nébuleuse, c'est-à-dire un disque de gaz et de poussières. Celui-ci aurait soit été présent autour d'Uranus pendant quelque temps après sa formation, soit il aurait été créé par l'impact géant auquel Uranus doit son oblicité. La composition précise de la sous-nébuleuse est inconnue, mais la densité relativement élevée d'Obéron et d'autres lunes d'Uranus par rapport aux lunes de Saturne indique qu'elle devait être pauvre en eau,. Cette nébuleuse aurait pu être composée d'importantes quantités d'azote et de carbone présents sous forme de monoxyde de carbone et de diazote et non pas sous forme d'ammoniac ni de méthane. Les satellites formés dans cette sous-nébuleuse contiendraient moins de glace d'eau (avec du CO et de N2 piégés sous forme de clathrates) et davantage de roches, ce qui expliquerait leur densité élevée.
L'accrétion d'Obéron dura probablement plusieurs milliers d'années. Les impacts qui accompagnèrent l'accrétion ont chauffé la couche externe du satellite. La température maximale d'environ 230 K a été atteinte à la profondeur d'environ 60 km. Après la fin de la formation du satellite, la couche sub-surfacique s'est refroidie, tandis que l'intérieur d'Obéron fut échauffé par la décomposition des éléments radioactifs présents dans les roches. La couche refroidie sous la surface s'est contractée, tandis que l'intérieur s'est dilaté. Cela entraîna de fortes contraintes dans la croûte du satellite et provoqua des craquelures. Ce processus qui dura environ 200 millions d'années pourrait être à l'origine du système de canyons visible sur Obéron. Toute activité endogène a cessé il y a plusieurs milliards d'années.
L'échauffement initial consécutif à l'accrétion et la désintégration radioactive des éléments ont sans doute été suffisamment intenses pour faire fondre la glace si un antigel tel l'ammoniac était présent (sous la forme d'hydrate d'ammoniac). Une fusion importante pourrait avoir séparé la glace des roches et engendrer la formation d'un noyau rocheux entouré d'un manteau de glace. Une couche d'eau liquide (océan) riche en ammoniac dissous pourrait s'être formée à la frontière entre le noyau et le manteau. La température de fusion de ce mélange est de 176 K. Si la température a chuté en dessous de cette valeur, l'océan serait désormais gelé. La solidification de l'eau aurait conduit à l'expansion de l'intérieur, une autre cause possible de la formation des canyons. Néanmoins, les connaissances actuelles sur l'évolution passée d'Obéron restent très limitées.

## Exploration
Actuellement, les seules images disponibles d'Obéron sont des clichés de faible résolution pris par la sonde Voyager 2, qui a photographié la lune lors de son survol d'Uranus en janvier 1986. La distance minimale entre la sonde Voyager 2 et Obéron ayant été de 470 600 km, les meilleures images de la lune ont une résolution spatiale d'environ 6 km. Les images couvrent environ 40 % de la surface, mais seuls 25 % de la surface furent photographiés avec une qualité suffisante pour effectuer une cartographie géologique. Lors du survol d'Obéron, l'hémisphère sud était pointé vers le Soleil et par conséquent l'hémisphère nord était sombre et ne put donc pas être étudié. Aucune autre sonde spatiale n'a visité Uranus et Obéron depuis. Le programme Uranus orbiter and probe, dont le lancement pourrait être programmé aux alentours de 2031, devrait apporter des précisions sur la connaissance des satellites d'Uranus et notamment sur Titania.